# Ubik
Pour les articles homonymes, voir Ubik (homonymie).
Ubik (titre original Ubik) est un roman de Philip K. Dick, écrit en 1966, publié aux États-Unis en 1969 et en France en 1970 avec une traduction originale d'Alain Dorémieux.
Œuvre classique de la littérature de science-fiction, en 2005 le magazine Time le classait parmi les 100 meilleurs romans écrits en anglais depuis 1923 ; le critique Lev Grossman a commenté ce livre comme une « histoire d'horreur existentielle profondément troublante, un cauchemar dont vous ne serez jamais sûr de vous être réveillé. »

## Résumé
En 1992, l'humanité a colonisé la Lune et les pouvoirs psychiques sont courants. Le protagoniste, Joe Chip, est un technicien endetté travaillant pour Runciter Associates, une « organisation de prudence » employant des « inertiels » (inertials) — des personnes capables de contrecarrer les pouvoirs des télépathes et « précogs » — pour faire respecter la confidentialité des clients.
La société est dirigée par Glen Runciter, assisté de son épouse décédée Ella qui est maintenue dans un état de « demi-vie », une forme de suspension cryonique qui permet à une personne décédée de posséder une conscience et une capacité limitée de communiquer. En la consultant, Runciter découvre que la conscience d'Ella est envahie par une autre demi-vie dénommée Jory Miller.
Quand le magnat des affaires Stanton Mick embauche Runciter Associates pour sécuriser ses installations lunaires contre une prétendue intrusion psychique, Runciter rassemble une équipe de onze de ses meilleures inertiels, y compris la récente embauche Pat Conley, une fille mystérieuse ayant la capacité psychique unique d'annuler les événements en changeant le passé. Runciter et Chip voyagent avec le groupe jusqu’à la base lunaire de Stanton Mick, où ils découvrent que la mission est un piège, vraisemblablement commis par le principal adversaire de la société, Ray Hollis, qui dirige une organisation de médiums. Un attentat à la bombe tue apparemment Runciter sans nuire considérablement aux autres. L'équipe se précipite sur Terre pour le placer en demi-vie, mais ils n'arrivent pas à établir de contact avec lui et son corps est finalement enterré.
Dès le moment de l'explosion, le groupe commence à vivre des changements dans la réalité. De nombreux objets avec lesquels ils entrent en contact sont beaucoup plus anciens qu'ils ne devraient l'être, certains étant des types plus anciens du même objet. Ils découvrent progressivement qu'ils voyagent dans le passé, pour finalement être ancrés à l'année 1939. Dans le même temps, ils se retrouvent entourés de « manifestations » de Runciter ; par exemple, son visage apparaît sur l'argent qu'ils ont sur eux.
Au fur et à mesure que le roman avance, les membres du groupe commencent à se sentir un à un fatigués et ont froid, puis soudain ils se ratatinent et meurent. Joe Chip tente de donner un sens à ce qui leur arrive et découvre deux messages contradictoires de Runciter, l'un déclarant qu'il est vivant et qu'eux sont morts, et un autre message qui aurait été enregistré par lui de son vivant. Ce dernier message annonce l'« Ubik », un produit acheté en magasin qui peut être utilisé pour inverser temporairement la détérioration de leur état et qui apparaît souvent sous la forme d'une bombe aérosol. Chip en déduit qu'ils sont peut-être tous morts dans l'explosion et qu'ils sont maintenant liés ensemble dans la demi-vie. Chip essaie de mettre la main sur de l'Ubik, sans succès.
Après avoir reçu un autre message, Joe Chip accuse Pat Conley de travailler pour Hollis et d'être la cause de la détérioration du groupe grâce à ses capacités ; tandis que lui-même se dessèche, elle le lui confirme. Alors qu'elle le laisse mourir, Joe Chip est sauvé par Runciter qui lui pulvérise de l'Ubik, lui confirmant que son groupe est en effet en demi-vie et que lui-même est vivant et essaie de les aider, bien qu'il ne sache pas d'où provient l'Ubik.
Alors que Runciter disparaît, Jory Miller se révèle à Chip, lui disant que c'est lui, et non Pat Conley, qui a maintenant tué tout le groupe en « consommant » les demi-vies des autres membres pour subvenir à ses besoins, et que la réalité qu'ils vivent est créée et maintenue par lui, à l’exception du retournement en 1939. Cependant, Chip, temporairement protégé de la consomption grâce à l'Ubik, quitte Jory. Alors qu'il recommence à se détériorer de nouveau, il rencontre Ella qui le sauve en lui accordant un approvisionnement permanent d'Ubik, et lui ordonne de rester en demi-vie pour aider Runciter après qu'elle a été réincarnée. Il est alors affirmé que c'est elle qui a conçu Ubik et plusieurs autres demi-vies, comme défense contre Jory.
Chaque chapitre du roman est introduit par une publicité commerciale d'Ubik, à chaque fois montré comme un produit différent servant une utilisation spécifique (en latin, ubique signifie « partout »). Le dernier chapitre est introduit par Ubik lui-même, affirmant qu'il a créé et dirigé l'univers et que son vrai nom est inconnu et tacite. Dans ce court chapitre, Runciter, qui est dans le monde « vivant », pleurant la perte de ses meilleurs employés, se retrouve lui-même avec des pièces de monnaie montrant le visage de Joe Chip, et estime alors que ce n'est « que le début ».

## Personnages
- Joe Chip : le héros du roman, un employé de la société Runciter Associates.
- Glen Runciter : le président directeur-général de Runciter Associates.
- Ella Runciter : l'épouse de Glen Runciter.
- Jory Miller
- Stanton Mick
- Pat Conley
- Ray Hollis

## Contexte
- Si vous ne connaissez pas le sujet, laissez ce bandeau (vous pouvez alors contacter les auteurs).
- Si vous supprimez le contenu mis en cause (vous pouvez préalablement contacter les auteurs),

argumentez précisément cette suppression dans la page de discussion
(un manque de référence n'est pas un argument ; une recherche réelle de référence doit avoir été effectuée, être formellement documentée).

### Situation sociale et politique
La société future (de 1992) que décrit Dick (en 1966 ou 1969) est celle d’un monde complètement capitaliste : les vrais dirigeants ne sont pas les chefs d’État, qui se distinguent par leur absence, mais les chefs d’entreprises tentaculaires quasi monopolistiques. Le roman suit certains de ces derniers :
- Stanton Mick, magnat, cherche à lever des capitaux gigantesques pour mettre au point un moyen de transport interplanétaire complètement nouveau, permettant l’émigration vers Mars : ainsi Israël pourra émigrer sur les déserts de Mars pour les fertiliser ;
- Ray Hollis entretient une société de « psis », mutants permettant, contre rémunération, d’espionner des concurrents grâce à leurs « talents psioniques » (télépathes, précognitifs, etc.) ;
- Glen Runciter emploie des « anti-psis » dont le « contre-talent » annule celui des psis.

Runciter et Hollis se livrent donc une guerre tacite aussi bien au niveau médiatique que sur le terrain.

### Capitalisme
Allégeance au capitalisme : Si Runciter et ses meilleurs agents « psis » se rendent sur la Lune au mépris de tous leurs principes affichés, c’est parce qu’on les attire avec un appât incontournable : « un gros contrat ». Quand Joe Chip, personnage principal ayant des difficultés à ordonner correctement son portefeuille, est susceptible de devenir le successeur de Runciter à la tête de l’entreprise, il réalise qu’il n'en est pas capable, ne pouvant gérer son argent ou payer ses impôts à la date fixée.
Résilience au capitalisme : Le capitalisme est mis systématiquement en scène par le biais d’actes quotidiens : l'argent domine une société où tout est payant. Dans un appartement (un « conapt »), le contrat de location prévoit qu’il faut payer chaque fois qu’on veut ouvrir une porte, le réfrigérateur, faire du café ou prendre une douche. Dans cette société, avoir les poches pleines de pièces de monnaie est la norme. Cette vie pourrait être « kafkaïenne » (et elle l’est en partie : au moment d’acheter la poudre magique Ubik, Joe Chip n’a pas les quarante dollars nécessaires). Mais Dick aborde plutôt ce thème sous l’angle de la comédie satirique : ses héros savent se débrouiller dans ce monde qui serait invivable pour nous. Ses héros sont « résilients », ainsi le raisonneur Joe Chip n’a jamais de pièces de dix cents pour mettre dans le monnayeur de la porte, mais : « Joe sortit un couteau en acier inoxydable […] et entreprit systématiquement de démonter le verrou de sa porte insatiable. — Je vous poursuivrai en justice, dit la porte tandis que tombait la première vis. — Je n’ai jamais été poursuivi en justice par une porte », par la suite Joe se débrouille pour faire payer ses visiteurs. Quand le temps « régressera » et qu’un employé de 1939 refusera une pièce datée de 1940, c’est calmement que Joe cherchera et trouvera dans ses poches une pièce de 1938.

### La vie et la mort
Le thème de la mort, récurrent chez Dick (voir le roman Substance Mort), est montré dès le début du roman par la démarche de Glen Runciter, alors aux prises avec un grave problème de gestion de sa société : il va consulter sa « défunte femme », alors en « semi-vie », pour lui demander des conseils sur la façon de réagir. Sa femme, Ella, est morte à vingt ans, il ne lui reste plus que quelques instants de semi-vie utilisable. Runciter, déjà âgé, ne va la voir que tous les deux ans pour un court éveil. Ella est enfermée dans son cercueil de verre glacé et elle parle à l’aide d’un système micro-haut-parleur qui amplifie sa très faible voix de semi-vivante. Elle donne des conseils pragmatiques.
Vampirisme psychique : quand, du haut-parleur, sort la voix d’un adolescent, Jory, qui interroge Runciter sur les expéditions galactiques en cours, celui-ci a une première réaction capitaliste : « Je veux ma femme, Mrs. Ella Runciter ; j’ai payé pour lui parler ». « La proximité prolongée, expliqua (Schoenheit) von Vogelsong (le patron du Moratorium), entraîne occasionnellement une osmose mutuelle, une sorte de fusion entre les mentalités des semi-vivants. […] Si ce phénomène persiste, votre argent vous sera remboursé ». Runciter répond : « l’argent, je m’en fiche. […] Si vous ne faites pas partir ce Jory […], je vous fais un procès […] Il vaut mieux qu’elle soit seule que de ne pas exister du tout. » Le personnage de Runciter ; grand patron passant de l’idéologie capitaliste à un questionnement métaphysique. La fin du roman donnant l’impression qu’en parallèle aux guerres que se livrent dans le monde réel des grands prédateurs capitalistes, se trouve en arrière-plan dans un univers parallèle métaphysique une guerre manichéenne bien plus acharnée que Dick ne suggère que par des allusions. Dick synthétisant des thèmes tels que politique, religion, métaphysique ou onirisme à travers son œuvre.

### Le point de vue du romancier: des héros subalternes schizophréniques
Dick ne développe de figure importante que par le personnage de Runciter. Ce dernier n'intervient dans l'intrigue que lorsqu'un problème se présente. Ce qui affaiblit sa position hiérarchique. Le récit est principalement construit autour du groupe de personnages agissant pour Runciter ou en lien avec son entreprise. Le roman se structure autour de dialogues de ces personnages et de leurs réflexions.
L’« anti-héros » principal est Joe Chip, employé de la société de Runciter. Technicien compétent dans la mesure du talent des « anti-psis », il bénéficie d'un bon salaire mais peine à gérer ses comptes. Buvant trop, il fait alors des dépenses inconsidérées et se retrouve invariablement les poches vides en toute situation. Son appartement est un taudis. Pat, la très jeune et belle femme aux cheveux noirs qu’on conduit chez lui pour qu’il effectue des mesures sur son « anti-talent » : « Je n’ai jamais vu un logement aussi encombré de cochonneries. Vous n’avez pas de maîtresse ? » Les dialogues entre ces personnages sont rapides et percutants. Par la suite, Dick nous emmène dans différentes « branches temporelles » : dans l’une, Joe Chip est le célibataire raté que le roman nous présente d’abord ; dans une autre branche, il a épousé Pat, qui a mis de l’ordre dans sa vie.
Vie privée, vie publique : Dick mêle perpétuellement la vie privée de ses héros et leur vie professionnelle. Cela fait basculer le récit d’un plan à un autre, et les « univers parallèles » interfèrent les uns avec les autres : Joe Chip est-il, ou non, marié avec Pat ? Cette idée le perturbe : imaginer qu’une femme, très séduisante certes, mais autoritaire, peut changer sa vie, quel drame ! En période de crise, les « deux femmes » de la société, Pat et Wendy, toutes deux séduisantes et dotées de talents puissants, prennent le temps de se disputer pour savoir qui épousera Joe Chip.

### Discontinuité et univers parallèles: le retournement, principe romanesque
« Quelque chose n’est pas normal » : Le récit passe d’une branche temporelle à une autre avec des discontinuités, ce qui rend tout résumé difficile. Là se trouve un intérêt particulier. La surprise entre toujours dans le récit. Dick est ici au sommet de son art narratif, son imagination lui fournit perpétuellement de nouvelles idées romanesques qu’il télescope à grande vitesse. Le thème, propre à la science-fiction, des univers parallèles — qui permet de donner plusieurs versions contradictoires d’une même situation — était parfaitement adapté à l’imagination romanesque de Dick. Rien n’est décrit « objectivement », tout est suggéré par les dialogues et les pensées des personnages qui s’interrogent sur ce qu’ils vivent, et qui n’est pas toujours conforme à l’idée qu’ils se font de la situation : « (Joe) essayait de se rappeler, mais cela devenait brumeux, le souvenir s’effaçait … Une piste temporelle différente, songea-t-il. Le passé… Ma femme est un être unique ; elle peut accomplir quelque chose que personne d’autre sur Terre n’est capable de faire… Pourquoi ne travaille-t-elle pas pour Runciter Associates ? Quelque chose n’est pas normal. »
L’art du conteur : Dick ne cesse de décrire les sensations physiques et émotionnelles de ses personnages. Face à la trop belle Wendy Wright, Joe Chip perçoit son propre corps comme une machine laide et maladroite, et Dick en donne une hallucinante vision schizophrénique : « À proximité d’elle, il se faisait l’effet d’un singe difforme, graisseux, suant et vulgaire, à l’estomac bruyant et au souffle asthmatique. En sa présence il prenait conscience des mécanismes qui le maintenaient en vie ; à l’intérieur de lui toute une machinerie, des tuyaux, des valves […] pour accomplir une besogne inutile […] dont l’issue était condamnée. » Il y a aussi de nombreux sous-entendus érotiques. Un sommet d’humour et de choc romanesque durant un dialogue entre Pat s’opposant à Wendy, Al Hammond s'interrogeant sur le rôle de Pat et Mrs Jackson par ses commentaires grivois.
Modernité du roman : Dick par son personnage de Pat soumet l'hypothèse de la manipulation temporelle, permettant de fait grâce au personnage de Pat de modifier la réalité. Ainsi par confrontation de ses personnages à cette capacité il soumet l'idée de modifier les événements « mauvais » de l'aspect de l'intrigue elle-même. Modifiant ainsi les faits survenus offrant aux personnages de revenir sur la propre trame du récit. Logique dont les personnages du Roman discuteront. Néanmoins on ne sait jamais qui ment ou non, voire qui est qui. Le statut du réel/artificiel et de la vérité/mensonge est toujours au cœur des scénarios de Dick. Dans une branche temporelle, Glen Runciter est mystérieusement sollicité pour inciter ses onze meilleurs employés à débusquer les puissants psis de Hollis qui espionnent la société de Stanton Mick. Dans une autre branche, il n’a pas eu le contrat ; tout dépend de l’histoire que Dick veut réellement conter. Le lecteur est constamment surpris, mais par l'introduction de nouveaux personnages l'auteur clarifie son esprit à chaque péripétie.
Fallait-il aller sur la Lune ? La perspective d’un contrat exceptionnel entraîne Runciter, Joe Chip et les onze meilleurs « anti-psis » disponibles sur la base lunaire privée basée sur le même modèle capitaliste que la terre. Ils sont attendus par leur riche client, Stanton Mick, qui se dit espionné de façon massive par les « psis » de Hollis. Là, les « anti-psis » déblatèrent de leurs visions, leurs rêves, leurs hallucinations, Joe Chip fait ses mesures : il ne voit que le « champ » de ses « anti-psis ». À la suite de cela Stanton Mick commence à se comporter étrangement, faisant réagir Joe Chip et déclenchant le premier retournement de situation.
Retournements en série : C’est le premier grand retournement du roman. Dick entraîne ses lecteurs dans une vertigineuse histoire de « temps qui régresse », laquelle domine tous les « paradoxes temporels » déjà offerts par la science fiction. Dick entraîne ses lecteurs dans une série de nouveaux retournements qui se contredisent et/ou se complètent : un ultime prédateur se cache-t-il derrière ces univers changeants ?

## Commentaires
- Si vous ne connaissez pas le sujet, laissez ce bandeau (vous pouvez alors contacter les auteurs).
- Si vous supprimez le contenu mis en cause (vous pouvez préalablement contacter les auteurs),

argumentez précisément cette suppression dans la page de discussion
(un manque de référence n'est pas un argument ; une recherche réelle de référence doit avoir été effectuée, être formellement documentée).

### Est-il vivant? Est-il mort?
Les univers parallèles et les réalités selon Dick : La célébrité d’Ubik est largement due à la superposition de plusieurs thèmes. Pour Dick, il s’agit des différents niveaux de réalité qu’il perçoit réellement lui-même, à sa manière. Il y a la réalité banale, sociale et politique qu’il passe au crible d’une critique radicale. La réalité de ses visions hallucinatoires qui n’ont pas besoin de drogues pour se développer. Ainsi qu'une réalité métaphysique et religieuse supérieure. Les lecteurs français des années 1970 ont privilégié la critique politique et sociale, très présente dans ses romans des années soixante. Les lecteurs plus tardifs ont été excités par sa dernière période, la plus mystique (La Trilogie divine), et en ont même fait un opéra. Ces couches sont présentes dans tous les romans de Dick, à toutes ses périodes, mais c’est certainement dans Ubik qu’il joue le mieux avec ces réalités. L’utilisation systématique des univers parallèles et des strates temporelles permet une écriture romanesque à plusieurs couches, racontant des histoires différentes. Dick met en œuvre le « chat de Schrödinger » : ses héros sont-ils morts ? Sont-ils vivants ? Ou bien les deux à la fois ?
Une régression temporelle : Après le premier retournement de situation, Joe et le cercle principal de personnages principaux se replie vers la Terre, sans la figure d'autorité puisque Glen Runciter se trouve être en état cryogénique. Dès lors les personnages réaliseront petit à petit une régression temporelle. Constatant que l'univers entier se dégrade, ou plutôt remonte le temps. Jusqu'à régresser technologiquement vers une période certes plus simple économiquement, mais n'offrant pas toute la force technologique de l'avenir. Sans voyages spatiaux ni progrès de la médecine. Là la figure de Runciter ressurgit en guide, se définissant comme protecteur et point de vue extérieur à la situation. D'abord mystérieux, il redéfinira son rôle vers le troisième quart du roman, apportant des réponses, mais apportant encore plus de questions. De fait, l'univers d'Ubik redéfinit ses règles en permanence, répondant aux interrogations du lecteur, mais de ce fait créant de nouvelles questions ; questions auxquelles les personnages ont de plus en plus de mal à trouver des réponses. Jusqu'au dénouement final.
Brio narratif : Dick fait merveille dans les épisodes de discussions entre Joe Chip et ses collègues. Lorsque, par exemple, ils observent des objets quotidiens (cigarettes desséchées, annuaires périmés, monnaie démodée, denrées putréfiées) qui vieillissent autour d’eux. Leur monnaie est refusée par les machines mais ils la vendent fort bien à des collectionneurs d’antiquités. Eux-mêmes se sentent vieillir, la mort et le froid les menacent. L’émotion nait aussi de la proximité de la mort réelle des proches : « À l’intérieur un tas recroquevillé, déshydraté… les lambeaux décomposés … la chose s’était ratatinée … sous la pression de sa main les membres se déployèrent, réduits à de fines extensions osseuses qui bruissaient comme du papier. La chevelure paraissait immense; raide et emmêlée, elle voilait la face comme un nuage noir. »

### Humour macabre
Dans le vaste répertoire des idées romanesques percutantes de Dick, il y a un humour constant. Les lecteurs repèrent immédiatement les vêtements grotesques des personnages. Ainsi, au sujet du propriétaire du moratorium suisse : « À côté se tenait un individu à l’allure d’un scarabée, vêtu à la mode européenne : toge de tweed, écharpe pourpre, mocassin et bonnet violet en forme d’hélice d’avion. » Cette posture littéraire iconoclaste a été appréciée par les partisans du nouveau roman, pour prouver que Dick « déconstruisait » ses textes. Dans le même sens, on peut supposer que le nom du héros a été choisi à cause d’un sous-entendu comique, car ses ennemis le saluent d’un « Bonjour Mr Chip ».
Les « petits détails qui tuent » : Joe Chip imagine son patron « Glen Runciter, debout et congelé dans un cercueil de plastique transparent orné de roses artificielles ». Humour grotesque, ou traitement par l’humour de l’angoisse devant la mort ? Le choix, par la « figure divine » de Runciter, de lutter contre la régression du temps à l’aide d’un « atomiseur » vanté par des publicités stupides est une idée profondément originale, drôle et terrible. Dick suggère beaucoup de choses dans ses histoires : derrière l’ironie, la vraie nostalgie d'un monde où le cuir véritable existe encore et où l'utilisation des objets est gratuite. Dans un monde ayant régressé jusqu'à la période de la Seconde Guerre mondiale, dont la technologie s’est substituée à la technologie moderne, Dick crée tout un lot de petites uchronies qui lui permettent de présenter à la fois les avantages et les inconvénients de ces diverses époques (le racisme populaire d’avant-guerre, par exemple).

### Empathie et religion
Dick, capable d’une satire terrible contre la société où il vit (et qu’il transpose dans les sociétés futuristes de ses romans), est à la recherche d’« amour et de compassion ». Il s’attaque ostensiblement aux « machines homéostatiques » qui sont censées être au service des hommes et qui, en fait, les oppriment (en leur réclamant toujours de l’argent). Derrière ces mécaniques, Dick vise certainement les êtres humains sans sentiments. Le philosophe américain Fredric Jameson, philosophe marxiste — passionné par Dick dans les années soixante-dix en qui il voit un auteur radical — estime que le thème de l’empathie très exploité par Dick est psychologiquement faux, mais qu’il est cependant très efficace du point de vue romanesque. Dick ne cesse de valoriser la vie en groupe : il retrouve ainsi le thème (également classique en S.F.) du Gestalt, ce qui correspond bien, par ailleurs, à ce que l’on sait de son mode de vie.
Musique et religion : L’empathie va de pair avec des thèmes religieux (chrétiens) subtilement suggérés par Dick. Selon Pat, des psis seraient capable de « donner naissance sans fécondation » (Vierge Marie). Pour Joe, Runciter « a donné sa vie pour sauver la nôtre », mais on attend sa « résurrection » au moratorium (le Christ). Les références culturelles sont fréquentes chez Dick. Ici, il s’agit souvent de musique religieuse classique : Missa solemnis de Beethoven, Requiem de Verdi.
Runciter, un démiurge gnostique ? Les références religieuses de Dick sont anciennes, et dans cette période d'Ubik, sous l’influence de l’évêque Pike (rencontré en 1965), il s’intéresse aux religions gnostiques nées dans les marges du judaïsme et du christianisme naissant. Mais quand il construit ses univers parallèles opposant le monde « réel » (des vivants ?) et le monde « simulé » (des morts ?), une figure envahit peu à peu tout l’espace. C’est celle de Runciter : son visage apparaît sur les pièces de monnaie modernes, sur les publicités au dos des pochettes d’allumettes et dans des publicités télévisées. Ce visage de Runciter nous rappelle L’Œil dans le ciel ou Le Dieu venu du Centaure. Il peut passer de l’apparence du dieu bon à l’apparence du terrible démiurge, le créateur du monde mauvais tel que le voient les gnostiques — et les militants politiques radicaux que Dick a aussi fréquentés. Mais derrière, ou à côté, de cette figure du Démiurge règne peut-être une figure diabolique féminine, ou plus réellement encore, une figure démoniaque sadique et irresponsable. Là, il est question d’un authentique « Mal métaphysique ».

### Modernité et authenticité du récit
Très tôt, Dick a traité le thème très moderne du simulacre, par exemple avec Le Temps désarticulé (1959) et Simulacres (1964). Avec Ubik, il est difficile de compter les simulacres, tant il y en a : les personnages, les situations, les paysages, le temps même, tout est susceptible d’être un simulacre. D’ailleurs, toute la trame narrative du roman est elle-même un simulacre.
L’effet narratif le plus fort du roman, c’est sa mise en scène du « temps qui régresse ». Dick s'y prend à sa manière : pas d’effets spéciaux grandiloquents mais des « petits faits du quotidien » qui plongent ses personnages dans des abîmes de perplexité : des cigarettes séchées, des annuaires périmées (déjà dans Le Temps désarticulé), et du lait tourné qui rend Joe furieux d’avoir dépensé son argent pour « une tasse de café de l’an dernier ». Les univers parallèles sont suggérés par les dialogues des personnages. Ainsi lors de l’attente de la « résurrection » de Runciter au moratorium : « Nous avons de la chance d’être en vie. C’est nous, nous tous, qui pourrions être congelés là-bas. Et Runciter qui pourrait être assis dans ce salon aux couleurs loufoques. »
Si Ubik a tant plu aux amateurs de romans modernes dès sa sortie, c’est qu’il répondait à plusieurs critères de la modernité. Ses thématiques narratives mêlaient inextricablement thèmes politiques critiques et thèmes religieux et mystiques. Aujourd’hui nous connaissons mieux la biographie de Dick, et nous savons qu'il avait des personnalités multiples ; lui-même les a mises en scène dans sa La Trilogie divine où il met en présence « Phil Dick » « l’écrivain sarcastique et « Horselover Fat », son double mystique. Dick était tout à la fois un mystique et un critique du mysticisme. Les témoignages de ses proches montrent un homme aimant la vie en groupe et les conversations passionnées : il adorait présenter des théories délirantes, mais on ne savait jamais si c’était pour faire rire, pour provoquer, ou pour tester une hypothèse risquée. On retrouve tout cela dans Ubik, aussi bien dans les dialogues des personnages que dans la structure du roman : il est clair que Dick met beaucoup de lui-même dans ce livre. Joe Chip, c’est lui. Glen Runciter, c’est lui. Les femmes, ce sont celles qu’il a épousées à certaines époques de sa vie et qui pouvaient être autoritaires comme Pat ou douces comme Wendy.
La vie psychique de Dick était intense et débordait d’idées, d’images et de mots. Dick, on le sait, fonctionnait aux amphétamines : pour écrire (et vendre) les nouvelles et romans qui faisaient vivre sa famille, il écrivait énormément et très vite. On prétend qu’en se dopant ainsi, il a pu écrire un roman en quinze jours, sans dormir. Il avait une prodigieuse source d’inspiration : les visions hallucinées qui occupaient son esprit et ses rêves. Un roman comme Ubik a un étonnant effet d’authenticité sur le lecteur : ce que dit Dick, malgré l’extravagance des situations, est vrai, vécu, émouvant et drôle à la fois. Tout cela touche le lecteur : ces « univers parallèles », c’est bien ce qui décrit la vie intime de Dick, pris entre le monde où il vit et les mondes hallucinés où l’entraîne sa psyché richement tourmentée par le monde qui l’entoure, par sa peur de la mort, par ses questions oppressantes sur l’existence du monde et de Dieu, et sur la réalité de sa propre existence. Quand on a lu des biographies de Dick, on se rend compte qu'il projette sa bouillonnante intériorité dans son roman et ne cesse de faire partager ses puissantes émotions à son lecteur. Que ce soit à propos de ses relations avec les femmes ou avec la société, ou de sa peur de la mort.
Un roman déconstructionniste ? De qui se moque Dick ? Les aventures des psis (et des anti-psis) sont des thèmes classiques en science-fiction (motif du sur-humain), mais Dick se livre à un jeu comparable à ce qu’il dit de la vieille employée de Glen Runciter venue déranger son patron : « Elle semblait à la fois avancer et reculer, manœuvre difficile que seule Mrs Frick était capable de mener à bien. Il lui avait fallu cent ans de pratique pour y arriver. » Quand Joe Chip affronte un monde dominé par un temps qui régresse, les objets modernes se transforment en objets de plus en plus anciens, de moins en moins performants, mais Dick démontre que la valeur n’est pas obligatoirement dans la modernité. Ubik est à la fois un grand livre de science-fiction et un grand roman « anti-science-fiction », ce qui explique peut-être sa récupération par le « mainstream ».
Dans les années soixante, un roman comme Le Dieu venu du Centaure avait été perçu comme le grand roman de la drogue (le LSD était alors à la mode). Mais Dick ne se droguait pas[Information douteuse] : ses visions ne sont pas artificielles, ce sont ses visions personnelles, authentiques. C’est sans doute Ubik qui montre Dick jouant avec le plus de virtuosité littéraire avec ses perturbantes visons intimes qu’il transpose dans des histoires d’univers parallèles entre la Vie et la Mort, et de temps qui régresse.

### La pensée: dernier rempart dans une réalité déconstruite
Dans un univers où toutes les dimensions primordiales sont déconstruites, une seule entité constitue les êtres : la pensée. De Glen Runcinter, il ne subsiste plus que la pensée dans le « vidphone » ; le moratorium et la conservation en semi-vie n'offrent que la pensée des défunts aux visiteurs. En ce sens, Ubik est une parfaite illustration de l'absolue solidité de l'assertion de René Descartes, le « Cogito ergo sum » du Discours de la méthode, c'est-à-dire que lorsque tout se déconstruit, la première entité à se raccrocher pour se constituer en « être » est la pensée. Que tout soit flottant, rien n'est concevable sans échange de pensée. Lorsque celle-ci vient à faire défaut, ce sont toutes les dimensions qui s'en trouvent altérées. Mais la pensée n'est pas exempte d'ennemis : tel le Malin génie dans les Méditations métaphysiques de René Descartes, représenté ici par Jory, l'entité qui perturbe tout accès à la vérité pour les individus confinés en semi-vie.

## Critique de l’œuvre
Stanislas Lem, dans Un visionnaire parmi les charlatans indique : « Les forces qui provoquent la débâcle mondiale dans les livres de Dick sont tout à fait fantastiques, mais elles ne sont pas inventées pour choquer le lecteur. Nous le démontrerons en nous servant d’Ubik, qu’on peut d’ailleurs qualifier de grotesque, une œuvre macabre, chargée d’obscurs textes allégoriques se cachant sous les apparences d’une S.F. banale ». Suit une longue analyse-lecture d’Ubik.
Dans Je suis vivant et vous êtes morts, l'écrivain Emmanuel Carrère écrit :

« Quelques mois plus tôt, on lui avait envoyé la traduction allemande d’un article paru dans une revue polonaise, sous la signature de Stanislas Lem, qui passait pour le grand écrivain de science-fiction du bloc socialiste ; ses livres étaient traduits dans toutes les langues ; le cinéaste Tarkovski avait tiré de son roman Solaris un film conçu comme la riposte soviétique à 2001, l'Odyssée de l'espace. Or cet important personnage avait pris la peine d’écrire une longue analyse de la science-fiction américaine, à peu près résumable en ces termes : tous nuls, sauf Philip K. Dick. […] Lem […] soulignait son mauvais goût, son style pataud, ses intrigues bancales. Mais quoi, estimait-il, le fossé entre Dick et ses collègues ne pouvait se comparer qu’à celui séparant du Dostoïevski de Crime et Châtiment la piétaille des auteurs de romans policiers. À sa façon naïve, Dick exprimait sur le monde moderne des vérités visionnaires, et cela nulle part mieux que dans Ubik. »

« Ces éloges (de Stanislas Lem) l’avaient flatté, mais aussi troublé. Jamais, de lui-même, il n’aurait considéré Ubik comme l’une de ses meilleures œuvres. Il se rappelait moins le livre que l’horrible époque de sa vie où il l’avait écrit, quand tout se désagrégeait dans son cerveau. Et voici qu’en l’espace de quelques mois plusieurs personnes découvraient dans ce roman bâclé des abîmes de significations mystérieuses. Un de ses éditeurs français, Patrice Duvic, lui avait rendu visite à l’automne et déclaré avec solennité qu’il le tenait pour un des cinq livres les plus importants jamais écrits. « Wait a minute, Patrice : vous voulez dire un des cinq meilleurs livres les plus importants de science-fiction… » Mais non, l’autre persistait : un des cinq livres les plus importants de l’histoire humaine. »

Pour Norman Spinrad :

« Mais quand il s’y prend habilement, comme c’est indubitablement le cas dans Glissement de temps…, Le Dieu venu du Centaure, Les Androïdes rêvent-ils…, Ubik et quelques autres, il sait nous offrir, à partir de cette confusion métaphysique multiple et contradictoire en soi, une vision véritable, une clarté authentique qui nous illuminent au niveau le plus profond de notre vie spirituelle. »

Pour Fredric Jameson, philosophe américain :

« […] et bien sûr, le cycle « métaphysique » tardif, qui comprend ses plus remarquables romans, Ubik et Le dieu venu du Centaure. »

Pour Gérard Klein, éditeur du roman en 1970 dans sa collection Ailleurs et Demain :

« […] accueillir le chef-d’œuvre de Dick, Ubik, puis d’autres de ses romans qui ne lui cédèrent guère en qualité… »

Pour Boris Eizykman, philosophe postfacé par Jean-François Lyotard : « L’angoisse de mort est irréversiblement dépassée, la mort n’existe plus qu’en tant que principe de fonctionnement délié de l’énergie dans un présent intensif : tout se passe comme si P. K. Dick avait écrit Ubik pour légitimer cette mutation : livre d’une richesse telle qu’il n’est pas loin d’offrir tout ce que la S.-F. peut émettre en matière de configuration spatio-temporelle… ».

## Adaptations
- Cryo Interactive Entertainment a produit en 1998 un jeu vidéo, Ubik, relevant du genre action/aventure/stratégie.
- Californium, sortit en février 2016 par le Studio Darjeeling. Ce jeu vidéo sur ordinateur n'est pas une adaptation d'Ubik mais un hommage à Philip K. Dick.
- Michel Gondry devait adapter en film ce roman, mais il a abandonné le projet[19]. Aucun autre réalisateur n'a été cité pour le remplacer pour le moment.

## Un classique de la science-fiction
Le roman est considéré comme un grand classique de la science-fiction par de nombreux auteurs :
- En 2005, des critiques de Time Magazine l’ont distingué comme « l’un des 100 meilleurs romans en langue anglaise depuis 1923 »[21].
- Jean-Pierre Fontana : Sondage Fontana – Science-fiction (liste parue en 2002).
- Francis Valéry, Passeport pour les étoiles, Folio SF, 2000 : « En 1969, parait Ubik, considéré par beaucoup comme son œuvre maîtresse. »
- Critique de Laurent Queyssi dans Bifrost (mai 2000)[22] : « En 1966, Dick rédige Death of an Anti-Watcher (« Mort d’un anti-guetteur »), qui paraîtra en 1969 sous le titre d’Ubik. C’est la France qui, comme souvent, accueillera avec le plus d’enthousiasme le roman lors de sa parution en 1970 chez Laffont (les fameuses couvertures argentées). « Texte phare », « chef-d’œuvre », les qualificatifs ne manquent pas à propos de ce livre qui termine fréquemment numéro 1 lors des référendums demandant aux lecteurs leur roman de S-F préféré. »
- Association Infini : Infini (1 - liste primaire) (liste parue en 1998).
- Stan Barets, Le science-fictionnaire, Denoël, coll. « Présence du futur » (1994).
- Lorris Murail, Les Maîtres de la science-fiction, Bordas, coll. « Compacts » (1993) : « L’apothéose du jeu sur le réel. Pour beaucoup le chef-d’œuvre de Dick et l’un des points culminants de la science-fiction. » (p. 213).
- Jean-Bernard Oms : « Top 100 », enquête du fanzine Carnage mondain auprès de ses lecteurs (liste parue dans son no 28, juin 1989[23]).
- Cité dans La Bibliothèque idéale de la SF (1988).
- Denis Guiot & Jean-Pierre Andrevon & George W. Barlow, La Science-fiction, Massin, coll. « Le monde de… » (1987) ; dans la rubrique Hit-Parade, d’après un sondage auprès d’une soixantaine de personnalités de la science-fiction française, Dick est classé 1er auteur (« Le score fracassant de Dick reflète bien la fascination que son œuvre exerce sur la S.-F. française »), et Ubik 1er roman (p. 115).
- Bibliothèque idéale et critique du webzine Cafard cosmique.
- Jean Gattegno : La Science-fiction, coll. « Que sais-je ? », Presses universitaires de France, 1983.
- Annick Beguin, Les 100 principaux titres de la science-fiction[24].
- Jacques Sadoul, Anthologie de la littérature de science-fiction, Ramsay (1981).
- Jacques Sadoul, Histoire de la science-fiction, Albin Michel (1973): « Nous commençons l’année 1969 avec un excellent roman de Philip K. Dick, Ubik. » (p. 293).

## Dans la culture populaire
L’importance d’Ubik peut être mesurée par l’abondance de l’utilisation de ce mot, forgé par Dick :
- Ubik est le nom de l’agence de design de Philippe Starck.
- Ubik est le titre d’une émission télévisée, diffusée de 2001 à 2007 sur la chaîne France 5, qui a emprunté son nom au livre de Dick.
- Ubik est le nom d’un des groupes de la scène rennaise des années 1980, mené par le bassiste chanteur Philippe Maujard.
- C’est également le nom d’un éditeur de jeux de rôle, de jeux de cartes à collectionner et de jeu de société.
- Il existe également un soundsystem techno nommé Ubik, qui organise des free parties dans le sud-est de la France.
- Ubik est le nom d’un studio d’imagerie 3D.
- Un des membres de la God Hand issu du manga Berserk se prénomme Ubik.
- Le jeu de rôle Retrofutur intègre le concept d’Ubik dans son univers et ses règles : en effet, cet univers instable se délite peu à peu.
- Ubik aurait fortement influencé le film Ouvre les yeux réalisé par Alejandro Amenábar.
- Studio Ubik est le nom d’un studio d’enregistrement et de post-production audiovisuelle à Bruxelles.
- Ubik est une chanson de 1987 du groupe Français Goûts de luxe en face B d’Omaha Beach, basée sur le livre.
- Ubik est le nom d'une pièce musicale joué par le groupe satellite Electromagnetic Azoth (Secret Chiefs 3), paru en 2007 sur vinyle (Balance of the 19/Ubik).
- Ubik est le titre d'une pièce signée Richard Pinhas figurant sur le disque d'Heldon Only Chaos Is Real (25pm/Wagram) avec une durée de 7:07[25] et aussi sur le disque de Richard Pinhas DWW (Cuneiform Records) avec durée de 8:59[26].
- Ubik est une chansons de 2019 du rappeur VII sur le thème du livre et le rapport avec notre monde (Paru dans l'album X, piste 5 : Ubik).